# Euagathis maculipennis
Euagathis maculipennis är en stekelart som först beskrevs av Brulle 1846.  Euagathis maculipennis ingår i släktet Euagathis och familjen bracksteklar. Inga underarter finns listade i Catalogue of Life.